# Панама на Светском првенству у атлетици на отвореном 2011.
Панама је учествовала на 13. Светском првенству у атлетици на отвореном 2011. одржаном у Тегуу од 27. августа до септембра. Репрезентацију Панаме представљала су двојица спортиста, који су се такмичили у две дисциплине. , 
На овом првенству Панама није освојила ниједну медаљу, нити је постигла неки рекорд.

## Учесници
Мушкарци :
- Алонсо Едвард — 200 м
- Ирвинг Саладино — 200 м

## Резултати

### Мушкарци
| Атлетичар       | Дисциплина | Лични рекорд            | Квалификације | Квалификације | Полуфинале | Полуфинале    | Финале               | Финале            | Детаљи |
| Атлетичар       | Дисциплина | Лични рекорд            | Резултат      | Место         | Резултат   | Место         | Резултат             | Место             | Детаљи |
| --------------- | ---------- | ----------------------- | ------------- | ------------- | ---------- | ------------- | -------------------- | ----------------- | ------ |
| Алонсо Едвард   | 200 м      | 19,81 (-0,3 м/с) НР     | 20,55         | 1. у гр. 6 КВ | 20,52      | 2. у пф. 3 КВ | Није завршио трку    | Није завршио трку |        |
| Ирвинг Саладино | Скок удаљ  | 8,73 (+1,2 м/с) ЈАР, НР | 7,84          | 11. у гр. Б   |            |               | Није се квалификовао | 22 /32 (36)       |        |